# Ephedra distachya
Espèce
Classification phylogénétique
Statut de conservation UICN

 LC  : Préoccupation mineure
Ephedra distachya, le raisin de mer, est une espèce de sous-arbrisseaux trapus de la famille des Ephedraceae.

## Description

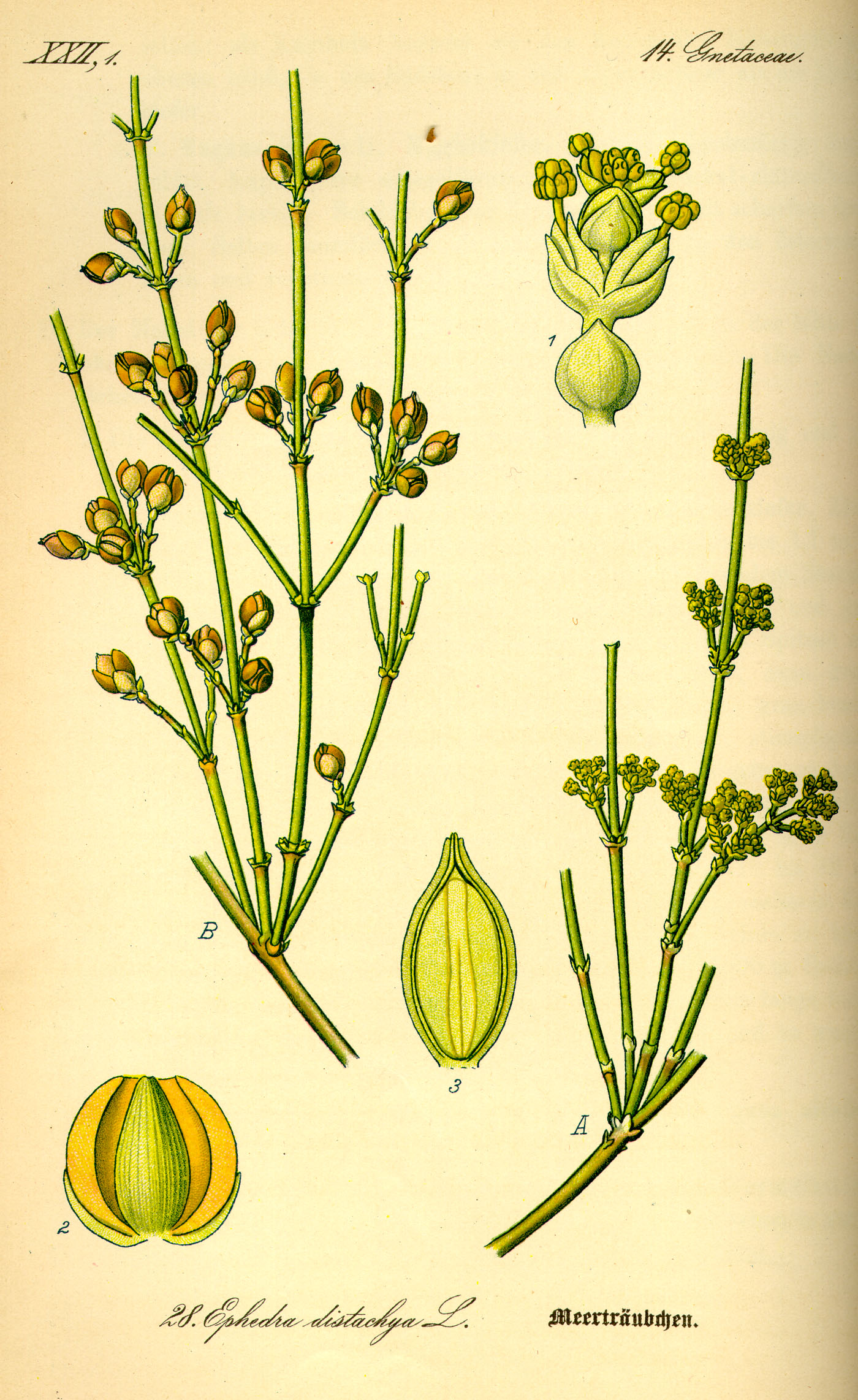
Ephedra distachya

### Appareil végétatif
L'Ephedra distachya est une plante vivace, au port de sous-arbrisseau de 15 à 100 cm de hauteur.
Ses tiges, fines, flexibles et striées par de fines côtes, sont segmentées de façon régulière. À chaque articulation se trouvent de petites gaines triangulaires, souvent rougeâtres, situées de part et d'autre de la tige, généralement considérées comme des "feuilles" non développées ou atrophiées. La réduction des feuilles à de petites structures écailleuses permet de réduire la perte d'eau, réalisant ainsi une adaptation au milieu très aride dans lequel la plante peut vivre. Les tiges chlorophylliennes assurent la photosynthèse. Les stomates sont enfoncés dans l'épiderme revêtu de cire.
Les tiges présentent des ramifications, souvent d'une teinte vert-jaunâtre, en position alternée ou en faisceau.
Rampante, la plante propulse ses tiges sur le sol, au point de le recouvrir presque entièrement et de former des tapis ras, sur les dunes ventées du littoral.

### Appareil reproducteur
La période de floraison se déroule d'avril à juin sur le littoral méditerranéen et de mai à mi-juin sur les côtes atlantiques françaises[réf. nécessaire].
Le raisin de mer est généralement dioïque, c'est-à-dire qu'il y a des pieds mâles et des pieds femelles. Les organes reproducteurs sont des cônes de couleur jaune.
Un cône mâle consiste en 2-3 paires de bractées stériles et 2-3 bractées fertiles portant une colonne staminale terminée par 8 anthères (synangium)[réf. nécessaire].
Le cône femelle est protégé par 3 ou 4 paires d'écailles et est formé par une seule paire d'ovules. Des gouttelettes de pollinisation sont émises par le nucelle et sortent à l'extrémité du tube du micropyle. Elles servent à capter le pollen transporté par le vent. C'est donc une espèce anémophile.
Les graines sont recouvertes d'écailles charnues rouge vif, ce qui donne à l'ensemble un aspect de baie globuleuse. Elles sont comestibles et sont à l'origine du nom vernaculaire "raisin de mer".
|              |                                              |
| Fleurs mâles | Graines recouvertes de leurs écailles rouges |

## Répartition et habitat
Ephedra distachya se rencontre communément en France, sur les côtes atlantiques de l'ouest et du sud. Sa limite nord est le Finistère. Elle est assez commune en région méditerranéenne.
En Europe, on la trouve aussi en Allemagne, Hongrie, Slovaquie, Suisse, Ukraine, fédération de Russie, ex-Yougoslavie, Roumanie, Bulgarie, Grèce, Italie, Espagne. Elle croît aussi en Asie tempérée : Azerbaïdjan, Géorgie, fédération de Russie, Kazakhstan.
En France, elle pousse dans les zones côtières sablonneuses et sur l'arrière des dunes stabilisées (dites "dunes grises"). C'est une plante xérophile, psammophyte et pionnière.
Le raisin de mer participe à la stabilisation des dunes ; il est profondément enraciné, assure un bon recouvrement du sol et supporte un ensevelissement léger et lent. 

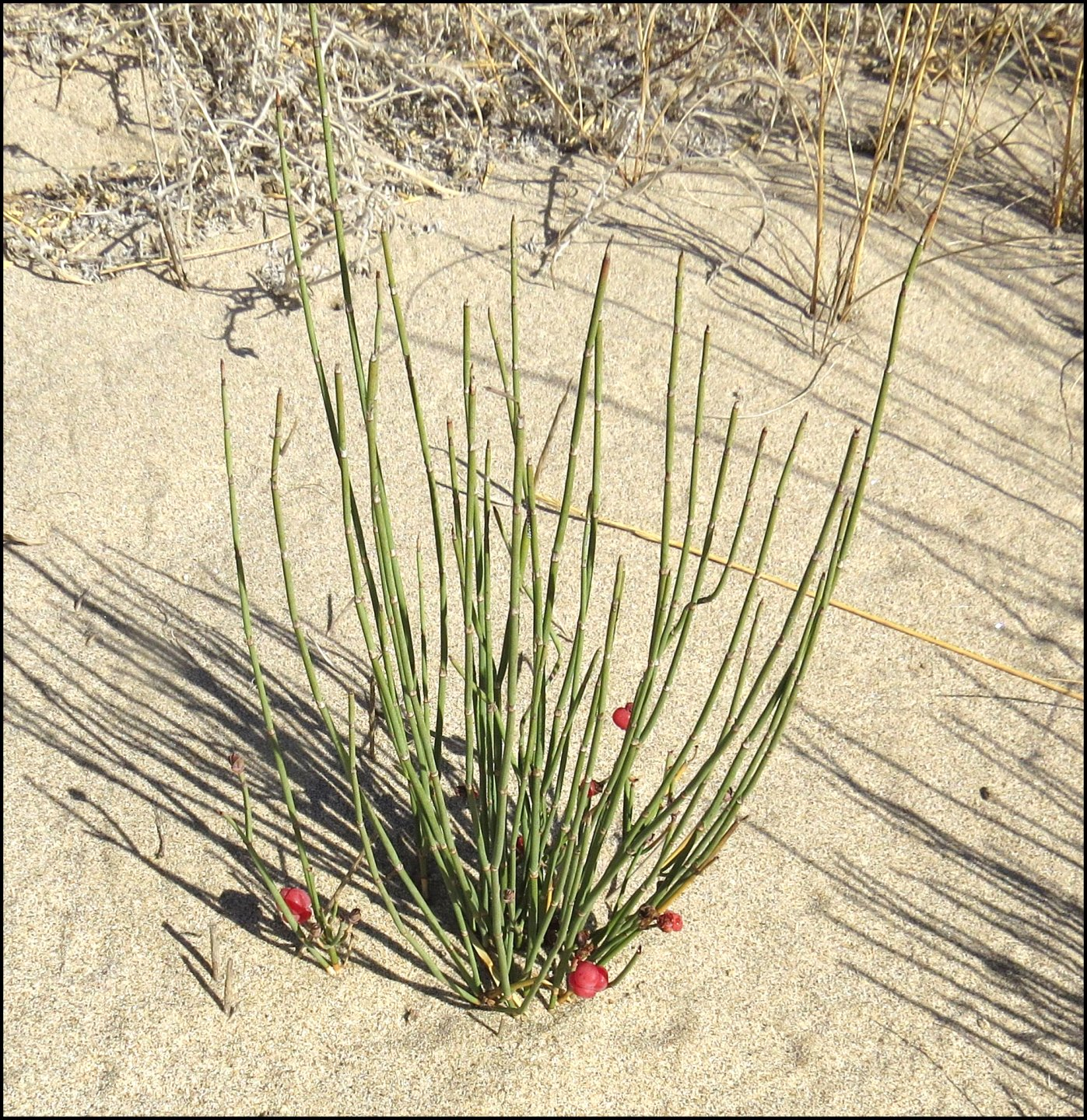
Fig.1 - Uvette (Ephedra distachya), pied femelle. Dune près de la Grande Maïre, Sérignan-Plage, Biterrois, Hérault.

Sur le littoral de la région de Béziers, il vient d'être démontré par A.Lopez (2019)  qu' Ephedra dlstachya n'est  pas inféodée aux sables et dunes de la côte, entre la Maïre et Portiragnes, (Fig.1) mais se retrouve profondément à l'intérieur des terres, sur les communes de Lespignan, Nissan et Fleury d'Aude,  à proximité des étangs  de Vendres et  de la Matte, jusqu'au sud de celui de Capestang. Souvent mêlée à des herbacées de la garrigue, elle y pousse sur les calcaires et les marnes de falaises miocènes (Fig.2,3). Cette situation insolite permet d'envisager que dans l' Antiquité, elle prospérait sur les rivages encore sablonneux du Palus Hélicé d' Avienus (Ora maritima),partie orientale du Lacus rubresus   isolée de cette immense lagune narbonnaise primordiale par les atterrissements de l'Aude. Ephedra distachya parait ainsi se présenter comme un marqueur biologique d' ancien rivage marin en tant que "relique".

## Taxonomie
Ephedra distachya n'est pas une plante à fleurs mais appartient au groupe des Gnétophytes que les dernières études moléculaires invitent à classer dans les Gymnospermes ou près d'elles. Des études sur la morphogenèse des structures reproductives mâles, amènent à considérer que les Gnetales, les Cordaitales et les conifères descendent d'un même ancêtre commun. Les ovules ne sont pas contenus dans un ovaire et le pollen est recueilli directement par le micropyle.
Synonymes : 

- Ephedra helvetica C. A. Mey. [≡ Ephedra distachya subsp. helvetica]

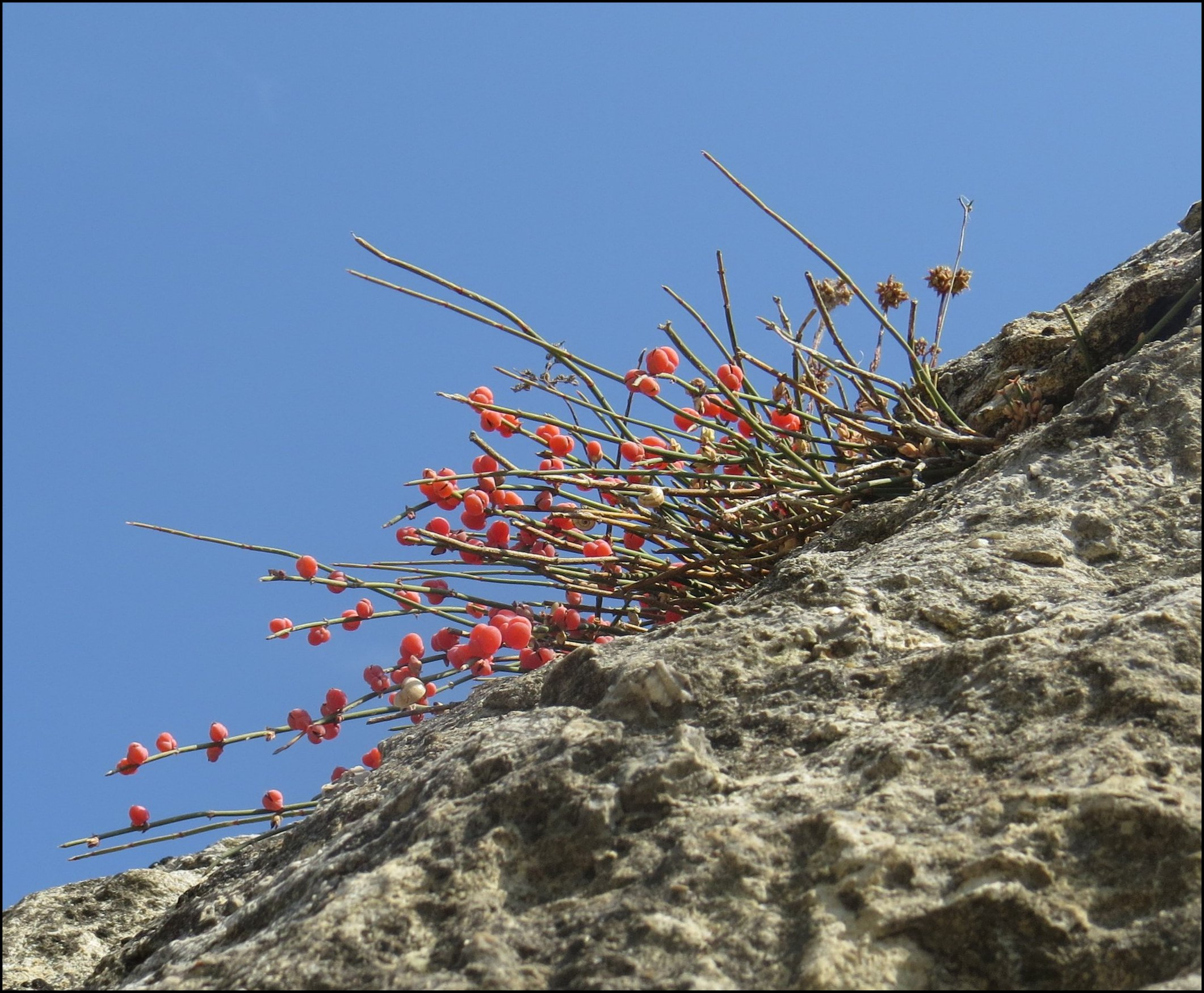
Fig.2 - Uvette (Ephedra distachya), pied femelle avec ses pseudo-"baies". Falaise calcaire du Puech Blanc, près de l' Etang de Vendres, Lespignan, Biterrois, Hérault.

- Ephedra monostachya L. [≡ Ephedra distachya subsp. monostachya]Fig.2 - Uvette (Ephedra distachya), pied femelle avec ses pseudo-"baies". Falaise calcaire du Puech Blanc, près  de l' Etang de Vendres, Lespignan, Biterrois, Hérault .
- (=) Ephedra vulgaris Rich.elle

## Étymologie et histoire
Pour le latiniste Jacques André, Pline au Ier siècle, emploie les termes d' ephedra, ephedron (HN, 26, 125; 133), en transcription latine du grec εφεδρα, εφεδρον, εφεδρανον (Dioscoride), proprement « situé près de », pour nommer des plantes dressées contre les troncs, à savoir une espèce de prêle (Equisetum sylvaticum L.). Cependant les botanistes de l'Antiquité européenne, connaissaient aussi ce qu'on appelle maintenant le raisin de mer ou éphèdre (Ephedra distachya) sous le nom de tragos (Pline, HN, 116 ; 27 142; Dioscoride 4, 48). La description qu'en donne Dioscoride est suffisamment précise pour l'identifier : « Tragus pousse près de la mer. C'est un arbrisseau, bas sur le sol, d'une vingtaine de centimètres. Sans feuilles mais portant de nombreuses petites graines rouges, de la grosseur du grain de froment, pointues, astringentes au goûter. Dix de ces graines prises avec du vin sont bonnes pour l'estomac et le flux des femmes (menstrues)... » (De materia medica). En fait, il semble que ce médecin et botaniste grec ait confondu la couleur des graines avec celle des écailles !
En 1753, Linné choisit le terme ephedra pour désigner un genre regroupant des plantes qui comme les prêles, n'ont pas de feuilles développées mais seulement des tiges régulièrement segmentées. Il donne pour synonyme : Tragum. Cam. hort. 171. t. 46.
Le terme distachya, d'origine latine se décompose en : di qui signifie « deux, double », et stachys (latin) ou stakus (grec) qui signifie « 

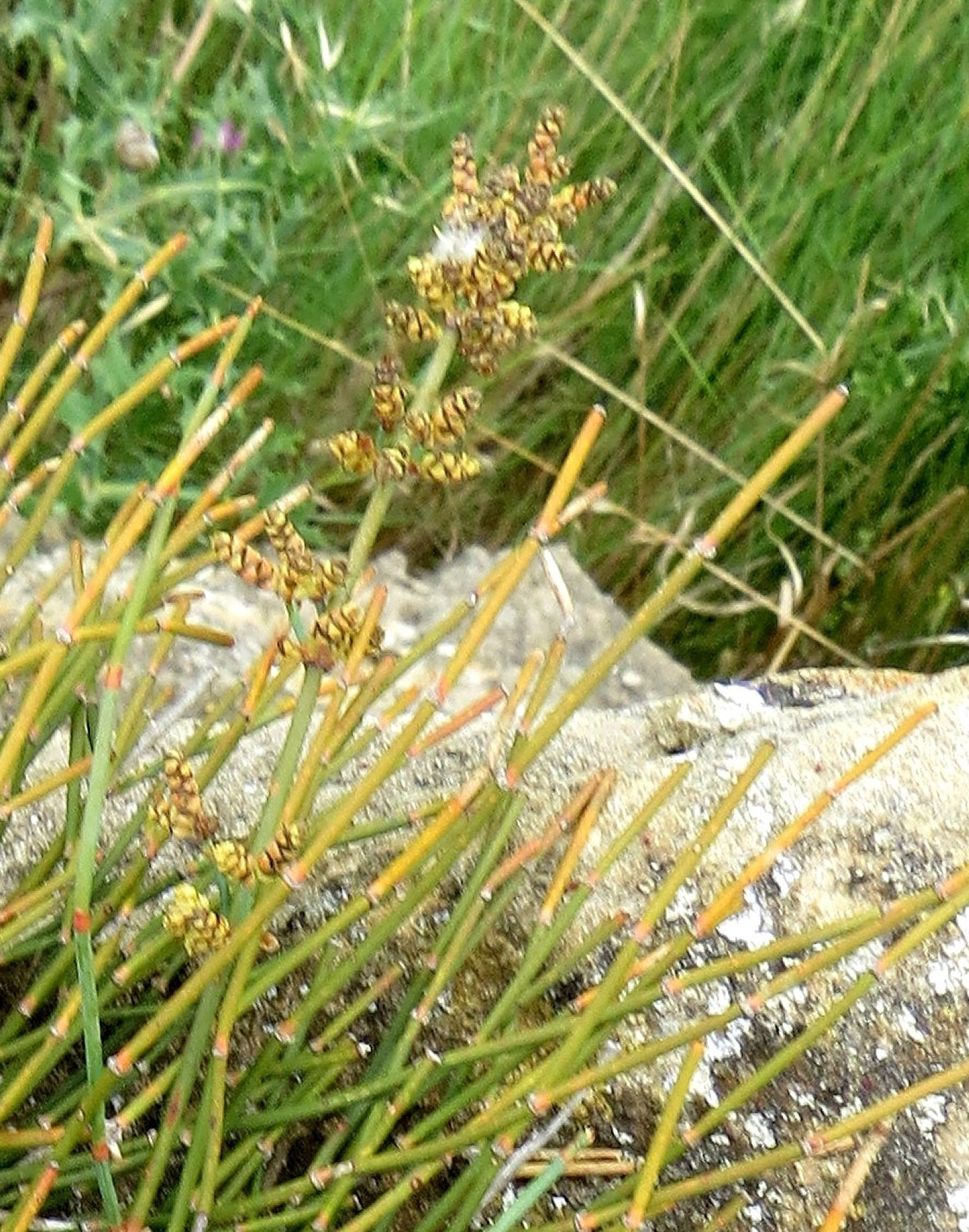
Fig.3 - Uvette (Ephedra distachya), pied mâle avec ses cônes opposés. Falaise calcaire du Puech Blanc, près de l' Etang de Vendres, Lespignan, Biterrois, Hérault.

épiaire, épi », en référence aux cônes mâles disposées par paires.

## Propriétés
- Composition chimique

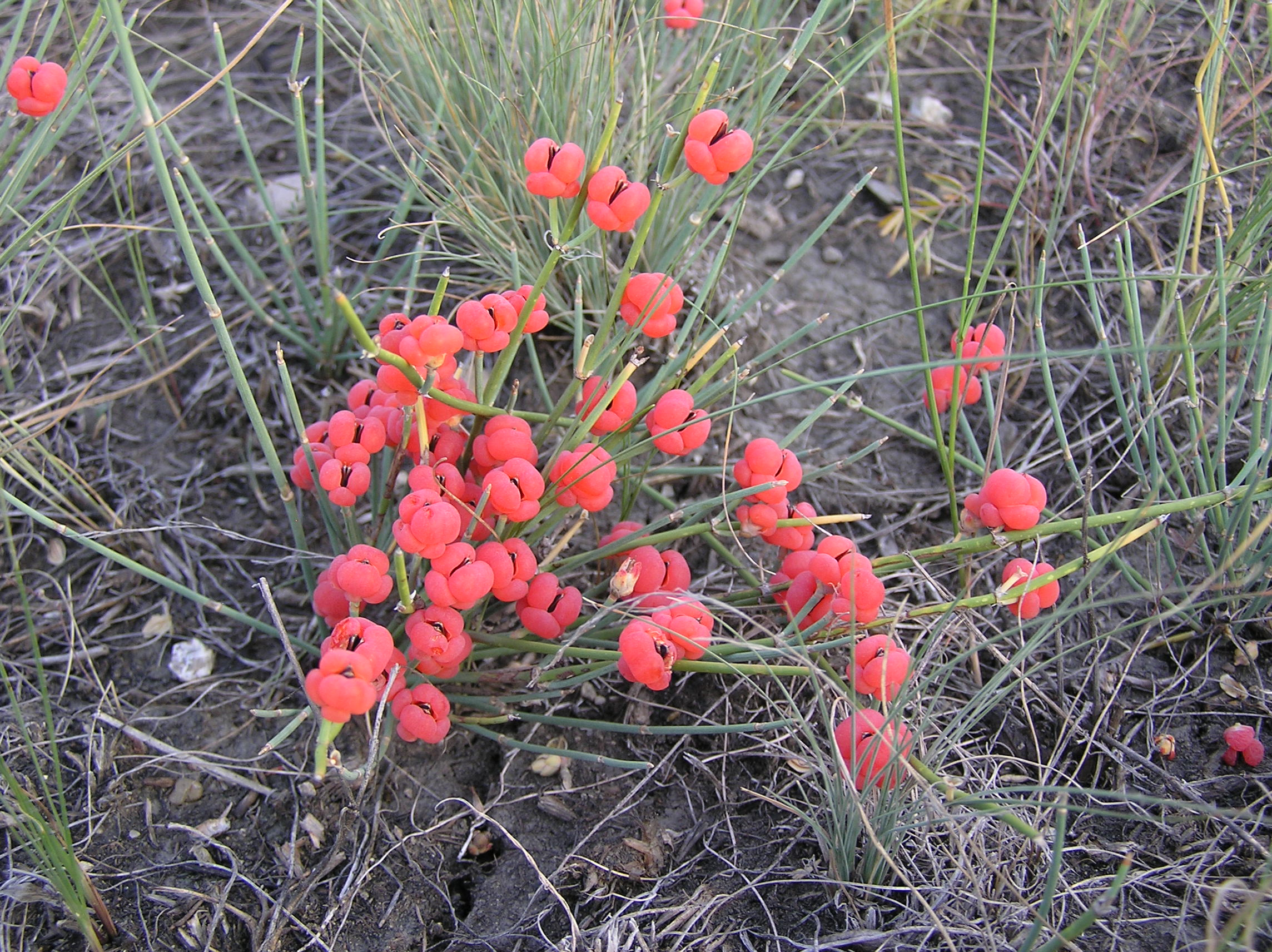
Ephedra distachya dans la région de Saratov (Russie)

Les nombreuses espèces d'éphèdres de par le monde renferment des protoalcaloïdes (Bruneton,2009) : éphédrine, pseudoéphédrine. Les rameaux renferment de faibles quantités d'un alcaloïde dérivé de la spermidine, l'orantine (idem.).
Suivant Bruneton, la plupart des éphèdres européens, à l'exception d' Ephedra major, auraient une teneur en alcaloïdes nulle ou négligeable.
Par contre, les espèces asiatiques renferment une quantité notable d'alcaloïdes. L'Ephedra sinica, éphèdre chinois ou mahuang, est utilisé à des fins médicinales en Chine depuis deux mille ans.
- Action pharmacologique

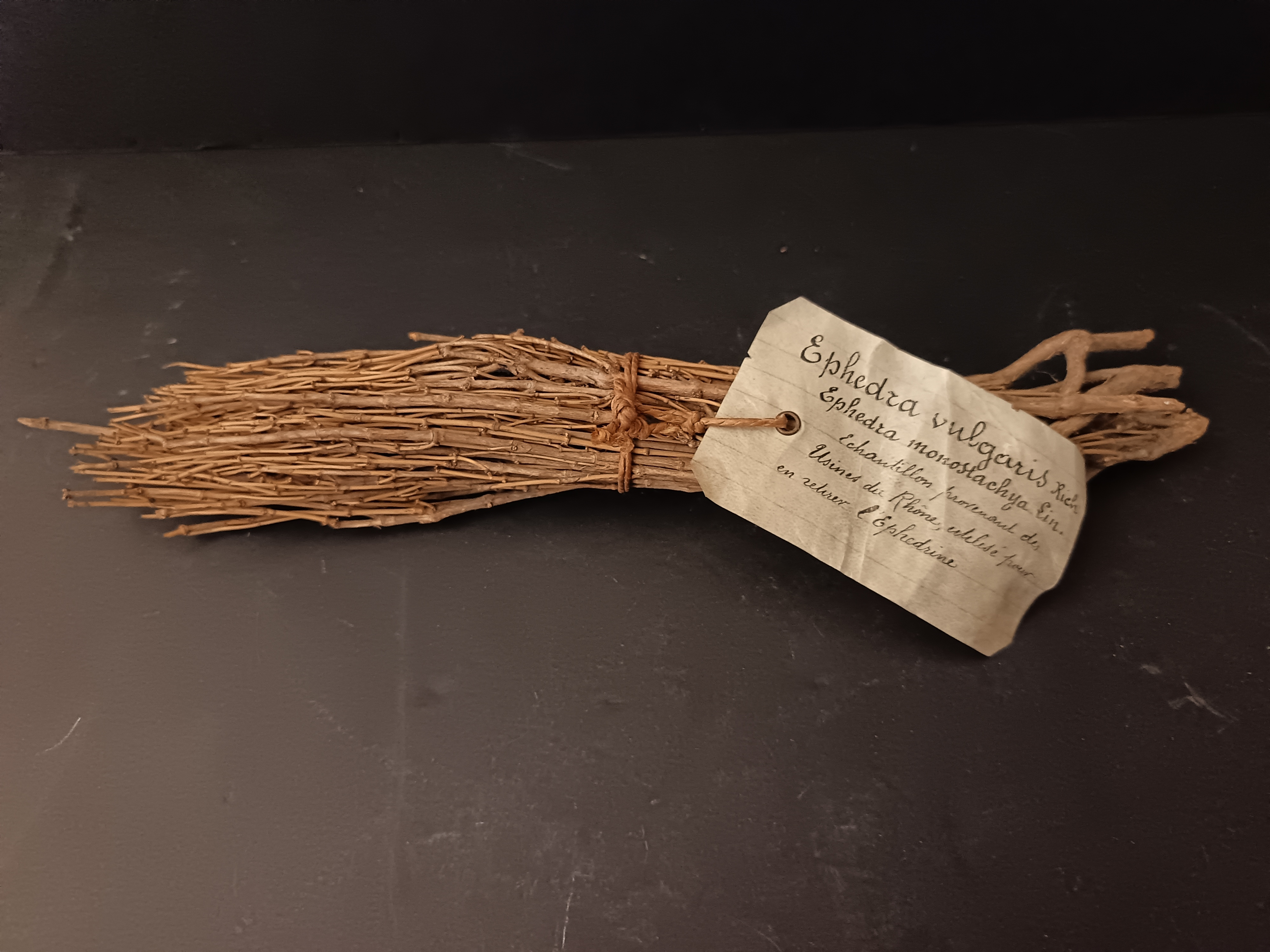
Rameau d'Ephedra à usage médicinal au Droguier de l'université Lyon 1.

L'éphédrine est structuralement très proche de l'adrénaline aussi provoque-t-elle la libération des catécholamines endogènes des fibres sympathiques post-ganglionnaires. On la qualifie donc de sympathomimétique indirect. Elle stimule l'automatisme cardiaque, accélère les mouvements respiratoires, elle est bronchodilatatrice (idem.)
L'éphèdre n'est plus décrit par la plupart des pharmacopées depuis longtemps, seule l'éphédrine, synthétique, conserve quelques emplois.
- Rôle écologique

Très bien adaptée au milieu dans lesquels elle vit, cette plante participe à la stabilisation des dunes.